# Ха Хунг Кыонг
Ха Хунг Кыонг (вьет. Hà Hùng Cường) — министр юстиции Вьетнама в 2007—2016 годах. Выпускник МГИМО.

## Биография
Ха Хунг Кыонг получил образование в Московском государственном институте международных отношений и в своих интервью отмечал хорошее отношение к иностранным студентам во время их учёбы. Хорошо знает русский язык.
По состоянию на 2010 год занимал должность Министра юстиции Вьетнама и с рабочим визитом посетил Республику Беларусь. 20 января 2010 с рабочим визитом посетил Астану.
11-14 октября 2014 года Ха Хунг Кыонг находился с рабочим визитом в России, во время которого провел рабочую встречу с руководителями министерства юстиции РФ, участвовал в мероприятии, которое было посвящено 70-летию с момента создания Московского государственного института международных отношений. Ха Хунг Кыонг вручил Орден Дружбы Московскому государственному институту международных отношений, а также Орден Дружбы ректору МГИМО Анатолию Торкунову.
Ха Хунг Кыонг удостоен почётного серебряного ордена «Общественное признание» одноименного Национального фонда. Орден получен за развитие отношений между Вьетнамом и РФ в сферах политики, экономики и культуры.
Весной 2016 года было объявлено о том, что Ха Хунг Кыонг перестал занимать должность министра юстиции вместе с другими министрами и политиками, занимающими руководящие должности в 2011—2016 годах.